# Neva Cared
Neva Cared è un singolo dei rapper statunitense Polo G, pubblicato l'11 marzo 2018.

## Tracce
1. Neva Cared – 3:06